# Soquete M

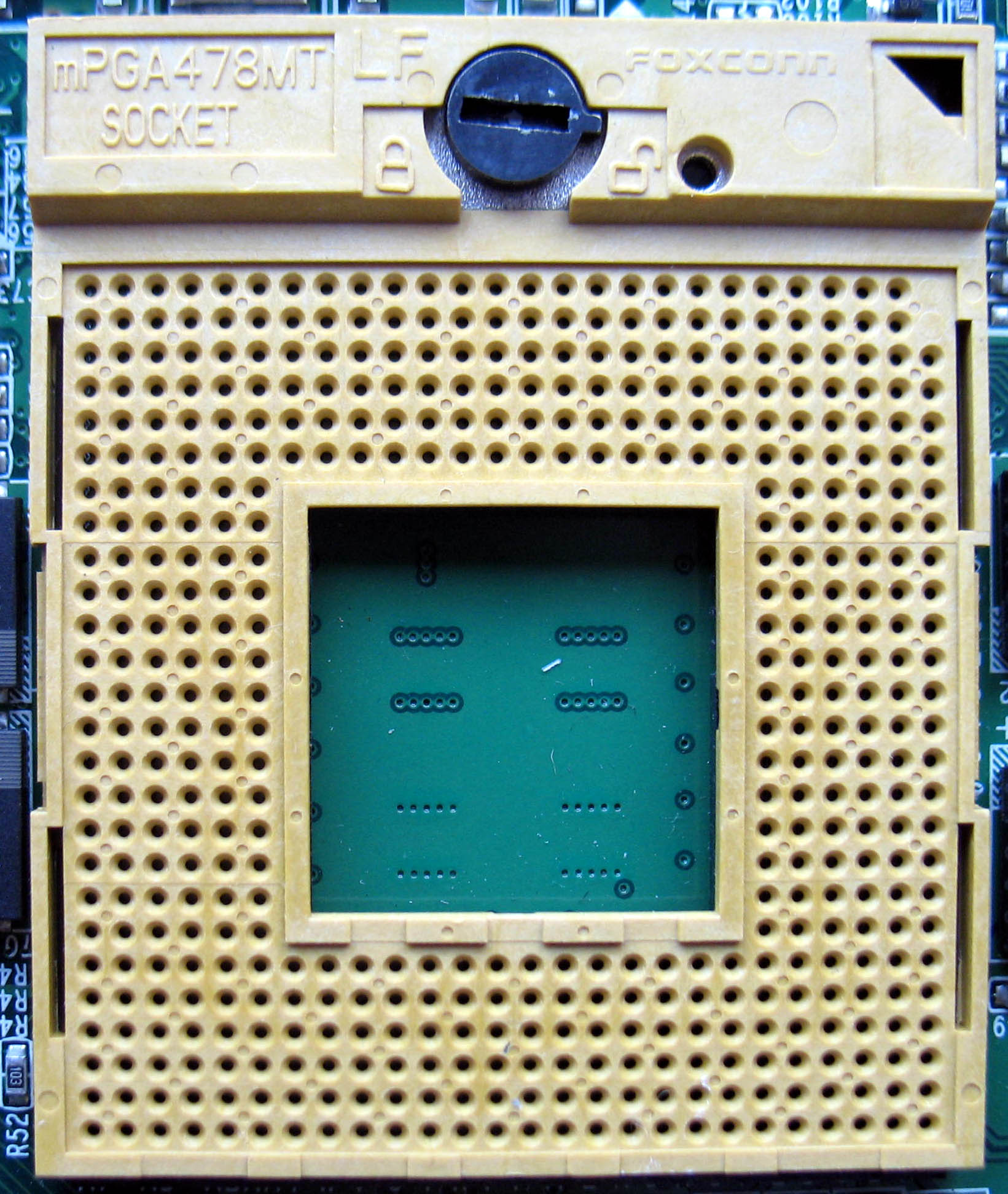
Imagem de um Soquete M da Foxconn, 2009; Sven Petersen

Soquete M é um tipo de soquete introduzido no início de 2006. As versões iniciais do Pentium M utilizam o soquete 479 (mFCPGA), que é basicamente uma versão miniaturizada do soquete 478 usado pelos processadores Pentium 4 para desktops. Na época, alguns fabricantes chegaram a lançar adaptadores que permitiam instalar um Pentium M em uma placa soquete 478 para desktop, de forma a montar um PC de baixo consumo.
Apesar do nome, o soquete 479 possui na realidade apenas 478 pinos, pois um dos contatos não é usado. O soquete 479 é utilizado pelos Pentium M com core Banias e Dothan e também pelos modelos correspondentes do Celeron.
Em 2006 surgiu o soquete M (FCPGA6), usado pelos processadores da família Core Duo e também pelos Core 2 Duo T5x00 e T7x00, baseados no core Meron.
Apesar de ser fisicamente muito similar ao soquete 479, o soquete M faz par com um regulador de tensão atualizado, com suporte às características elétricas dos processadores Core Duo. Ele marcou também a transição para os processadores com bus de 667 MHz.
Embora não existisse nenhum grande empecilho técnico com relação à compatibilidade com os processadores soquete 479, a Intel optou por alterar a posição de um dos pinos do soquete, de forma a tornar os dois encaixes incompatíveis.
Soquete para mobile (notebook).